# Макам (суфизм)
Макам (араб. مقام‎) — в суфизме духовное состояние на пути самосовершенствования, которое характеризуется определённой стабильностью; «стоянка» тариката. Макам призван закрепить позиции суфия и квантировать подвиг. Аналог христианской Лествицы. Антонимом макама является хал ﺣﺎﻝ — состояние продвижения по пути. Термин макам используется применительно к хаджу, где он означает «стоянку для отдыха» (например, макам Ибрахима)

## Примерная последовательность макамов
1. Покаяние (араб. توبة‎ — тауба)
2. Осмотрительность или богобоязненность (араб. ورع‎ вараа)
3. Воздержанность (араб. زهد‎ зухд)
4. Нищета (араб. فقر‎ — факр)
5. Терпение (араб. صبر‎ сабр)
6. Довольство (араб. رضا‎ рида)
7. Упование (араб. توكُّل‎ — таваккуль).